# August Strixner

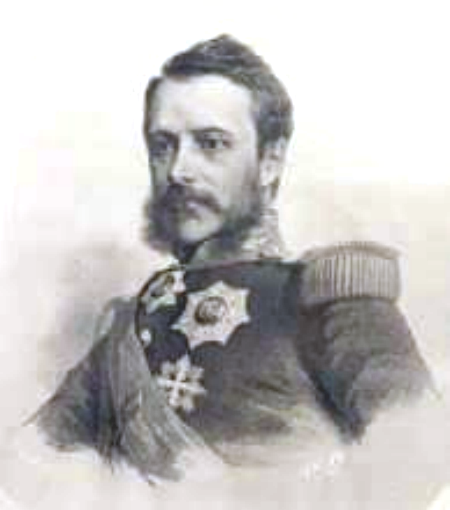
Portetul lui Alexandru Ioan Cuza de August Strixner

August Strixner (n. 1820, Viena - d. 1862) a fost un desenator, pictor, acuarelist și litograf austriac.
În perioada 1836-1855 a lucrat la Viena, Budapesta și München.
Între 1848 și 1855 a lucrat la Pesta, unde a realizat planșe dedicate diferitelor arme.
Stabilit la București, August Strixner este autorul litografiei tipărite la București în condiții foarte îngrijite, astăzi păstrată în colecțiile Academiei Române, care reprezintă portretul de dimensiuni mari a prințului Dimitrie Alexandru Ghica zis „Beizadea Mitică” (1816-1879), fiul fostului domnitor Grigore al IV-lea Ghica, în costum militar, frumos desenat. Același autor, a pictat și portretul din tinerețe a lui Andrei Șaguna.
Pictura alegorică a lui Gheorghe Tattarescu, intitulată „Unirea Principatelor” a fost litografiată de August Strixner, prieten cu Tattarescu, și trasă în atelierul lui Gustav Wonneberg din București. După ce, în vara anului 1857, librăria C. Ioanid a anunțat-o prin gazeta semi-oficială „Anunțătorul român”, această litografie a fost difuzată cu mult succes.
În 1861 a executat un portret al domnitorului Alexandru Ioan Cuza, în care domnitorul era îmbrăcat în uniformă de general, cu mai multe decorații pe piept și purta favoriți. Pentru aceasta, Strixner a pornit de la o fotografie făcută de W. Wollenteit, a mărit bustul și a tratat cu multă plasticitate fizionomia și detaliile vestimentare ale domnitorului, folosind creta litografică.